# Pusiola interstiteola
Pusiola interstiteola là một loài bướm đêm thuộc phân họ Arctiinae, họ Erebidae.